# 保羅·阿特金斯
保羅·S·阿特金斯（英語：Paul S. Atkins，1950年代—）是一名美國商人和说客，也是Patomak Global Partners LLC的首席执行官，这是一家为金融公司和加密货币公司提供咨询服务的公司。他是代币联盟（Token Alliance）的联合主席，该联盟是数字商会发起的一个加密货币行业游说团体。2024年12月4日，美国当选总统當勞·特朗普提名阿特金斯担任美國證券交易委員會主席。

## 早年生活和教育
阿特金斯出生于北卡羅來納州利靈頓，在佛罗里达州坦帕长大。他于1980年获得沃福德学院的文学士学位，并且是Phi Beta Kappa和Kappa Alpha Order的成员。阿特金斯于1983年获得范德堡大学法学院法学博士学位，曾担任《范德堡法律评论》高级学生写作编辑。

## 职业
阿特金斯的职业生涯始于在纽约市达维律师事务所担任律师，主要为美国和外国客户处理广泛的公司交易，包括公开和私人证券发行以及并购。他在其律师事务所的巴黎办事处常驻了两年半，并于1988年取得法国法律顾问资格。
在担任委员之前，阿特金斯协助金融服务公司提高对美国证券交易委员会法规的遵守程度，并与执法机构合作调查和纠正投资者受到损害的情况。其中最突出的案例是贝内特基金集团公司，这家资产达10亿美元的租赁公司实施了当时美国历史上最大的“庞氏”骗局。超过2万名投资者损失了大部分投资。根据SEC的简历，阿特金斯协助公司法院指定的破产受托人，并担任贝内特唯一幸存子公司的危机总裁。通过稳定财务和运营以及重建和扩展业务，他为剩余投资者提高了近2000%的股票价值。
1990年至1994年期间，阿特金斯曾任美国证券交易委员会两任前主席理查德·布里登和亚瑟·莱维特的职员。在布里登的任期內，他协助改善公司治理法规，加强股东沟通，通过代理改革加强管理问责，降低小型企业和中型市场公司进入资本市场的门槛。在莱维特的任期內，他负责组织SEC的个人投资者计划，包括第一次投资者市政厅会议，以及SEC消费者事务咨询委员会。
阿特金斯自2002年7月9日起担任SEC委员，直至2008年8月任期结束。2016年12月，阿特金斯参加了唐納·川普组织的商业论坛，就经济问题提供战略和政策建议。

## 个人生活
阿特金斯已婚，育有三名儿子。